# Zkoušky z dospělosti
Zkoušky z dospělosti je šestidílný československý televizní seriál z roku 1979, natočený režisérem Jiřím Adamcem podle scénáře Jiřího Bednáře a Karla Štorkána.

## Děj
Na maturitním plese vyprovokuje Olina sázku, že Petr získá přízeň spolužačky Lucie. Petr je nadaný na matematiku, otec, ředitel školy, by si přál, aby šel studovat chemii, syn se však chce věnovat tenisu a jít na FTVS. Olina touží stát se novinářkou, miluje Petra, musí se starat o sourozence - dvojčata. Lucie má v úmyslu jít studovat medicínu, aby tím potěšila otce - primáře a vynahradila rodičům zklamání ze sestry, která před maturitou utekla za přítelem do Prahy, kde pracuje jako kadeřnice. Studenti mají konflikty s profesorem matematiky Pavlem Němečkem, kterému přezdívají Cicvár. Do třídy přichází nový student, Mirek Žalud. Přistěhoval se z Chomutova do Chrudimi s matkou, která odešla od manžela. Petr Nápravník vyhraje důležitý zápas a prosadí si na otci, že se bude věnovat sportu. Němeček chodí s třídní učitelkou Jaroslavou Jánskou, dopisuje dizertační práci a pak chce odejít do Prahy.
Mirek Žalud si přivydělává na poště, aby pomohl mamince s domácností, večer chodí pozorovat hvězdy k rybníku, kam pozve Petr Nápravník Lucii na rande. Ta se však začne věnovat Mirkovi. Paní Žaludová se chce s manželem rozvést, protože neposílá výživné. Mirek se s rozvodem rodičů nechce smířit, jede za ním, aby peníze vymohl. Dále se u rybníka schází s Lucií. Pan Žalud opět neposlal peníze, jeho žena je z toho zoufalá a onemocní. Petr Nápravník v Praze prohraje, což mu ztíží kariéru tenisty a přijetí na fakultu. Mirek plánuje předstírat, že otec peníze poslal a dát matce vlastní peníze, ovšem ty nestačí a proto volá Lucii, které vyzná po telefonu lásku a požádá ji o půjčku. Telefon ovšem zvedne její sestra Marta a předstírá, že je Lucka.
Olina Lucii prozradí, že za ní Petr nechodí z lásky, nýbrž kvůli sázce. Mirek si vezme peníze z Lucčiny tašky a nechá jí na ní vysvětlující dopis, ten však sebere Petr. Němeček se vrátí z Prahy, kde obhájil dizertaci. Je šťastný, uvolní se a hovoří se studenty o životě. Lucka zjistí, že jí z tašky zmizely peníze a ohlásí ve škole krádež. Podezření padne na Mirka. Ten, protože mu spolužáci a Lucka nevěří, odejde ze školy a odstěhuje se za otcem do Chomutova. Ředitel Nápravník chce Mirka ze školy vyloučit před maturitou. Spolužačka Stáňa jede za Mirkem, aby se vrátil. Ten jí vrátí peníze pro Lucku, které dostal od otce. Pošle rovněž Lucce dopis, ze kterého ona pochopí, že telefon tehdy zvedla Marta. Aby Mirka očistila, nechá přečíst část jeho dopisu Stáňou před celou třídou. Olina dopis ukradne a přečte i citlivé pasáže.
Bimbo viděl, jak Petr ukradl ten dopis. Ten se však přizná otci. Oba jedou na motorce za Mirkem, Petr má nehodu. Jeho krádež vyjde najevo, proto Lucie jede za Mirkem, aby mu vše vysvětlila. Usmíří se a Mirek se rozhodne vrátit se do školy. Odmaturují všichni až na Petra Nápravníka, který je stále v nemocnici. Od primáře Fabiána se dozví, že už nebude moci profesionálně sportovat.
Jánská dostala místo na gymnáziu v Praze. Plánuje, že se s Němečkem odstěhují. Ten jí však oznámí, že dostal možnost vyjet na tříletou stáž do zahraničí a odřekl její místo na gymnáziu bez jejího vědomí, tak, aby mohla jet s ním. Ona však nechce být jen jeho kuchařka a že chce tedy zůstat v Chrudimi. Řekne mu, že je skutečně "cicvár". Rozejdou se. Olina se nedostane na žurnalistiku a musí nastoupit do masny k rodičům. Žaludův otec se přestěhuje do Chrudimi a vrátí se k manželce.

## Obsazení
| Jindra Bartošová    | Lucie Fabiánová            |
| Jan Čenský          | Petr Nápravník             |
| Ljuba Krbová        | Stáňa Adamová              |
| Dana Bartůňková     | Milina Moutelíková         |
| Jana Matiášková     | Olina Hejkalová            |
| Tomáš Juřička       | Bimbo Balabán              |
| Michal Pešek        | Pepík Kaplan               |
| Eliška Balzerová    | Prof. Jaroslava Jánská     |
| Jiří Bartoška       | Prof. Pavel Němeček        |
| Antonín Navrátil    | Mirek Žalud                |
| Milena Dvorská      | paní Fabiánová             |
| Ladislav Trojan     | primář Fabián              |
| Lenka Kořínková     | Marta Fabiánová            |
| Jana Hlaváčová      | paní Žaludová              |
| Vladimír Menšík     | pan Žalud                  |
| Miroslav Zounar     | ředitel gymnázia Nápravník |
| Oldřich Vlach       | pan Adam                   |
| Uršula Kluková      | paní Adamová               |
| Ladislav Pešek      | dědeček Adam               |
| Jiří Krampol        | pan Balabán                |
| Jana Andresíková    | paní Balabánová            |
| Alena Vránová       | paní Moutelíková           |
| Jan Teplý           | pan Moutelík               |
| Marie Rosůlková     | sousedka Čadová            |
| Daniela Bartáková   | paní Kadlecová             |
| Karel Augusta       | pan Hejkal                 |
| Dana Hlaváčová      | paní Hejkalová             |
| Antonín Bubeník     |                            |
| Ladislav Štaidl     |                            |
| Gabriela Wilhelmová |                            |

## Seznam dílů
1. Sázka
2. Zápas
3. Telegram
4. Krádež
5. Havárie
6. Maturity